# Blaukehl-Hüttensänger

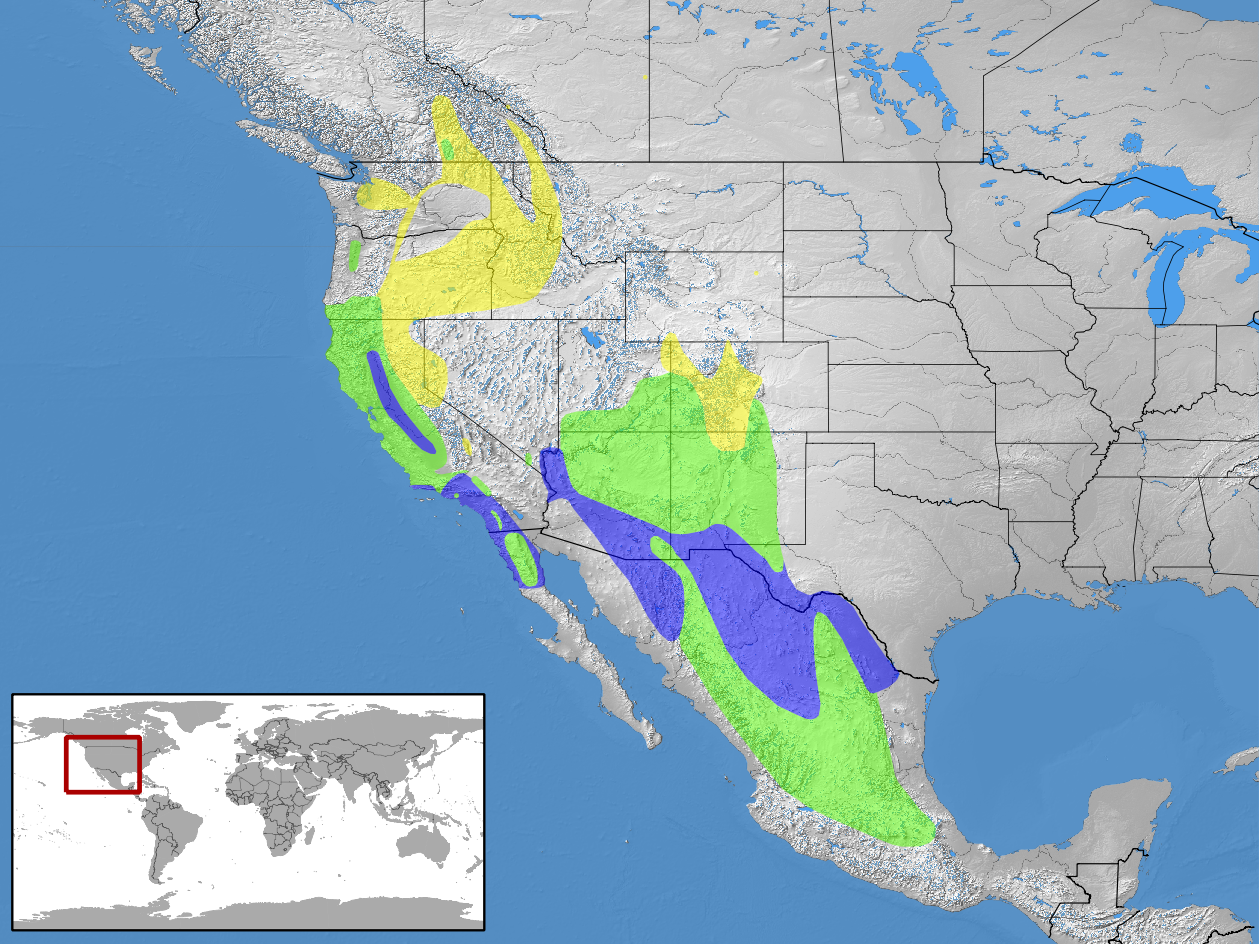
Verbreitungsgebiet:
Gelb – Nur Brutsaison
Blau – Nur außerhalb der Brutsaison
Grün – Ganzjährig

Der Blaukehl-Hüttensänger (Sialia mexicana) ist ein mittelgroßer Singvogel aus der Familie der Drosseln.
Das Männchen ist am Bauch grau, an der Oberseite und der Kehle leuchtend blau und an der Brust orangebraun gefärbt. Das Weibchen ist weniger farbenprächtig und ist an der Brust braun und an Rücken, Kehle und Haube grau gefärbt.
Der Blaukehl-Hüttensänger brütet in halboffenen Landschaften im westlichen Nordamerika, jedoch nicht in Wüstengebieten. Er konkurriert mit anderen Vögeln, wie Haussperling, Star oder Sumpfschwalbe um Nistplätze.
Die nördlichen Populationen ziehen im Winter in den Süden, dagegen sind die Vögel im Süden Standvögel.
Dieser Vogel fängt Insekten im Flug oder von einem Ansitz aus. Die Nahrung wird mit Beeren ergänzt.

## Unterarten
Es sind sechs Unterarten bekannt:
- Sialia mexicana occidentalis Townsend, JK, 1837[2] – Diese Unterart kommt im Südwesten Kanadas bis in den Norden Niederkalifornien im Nordwesten Mexikos vor.
- Sialia mexicana bairdi Ridgway, 1894[3] – Diese Unterart ist im inneren Westen der USA bis Sonora und Chihuahua im Nordwesten Mexikos verbreitet.
- Sialia mexicana jacoti Phillips, AR, 1991[4] –- Diese Subspezies kommt im südlichen zentralen Teil der und dem Nordosten Mexikos vor.
- Sialia mexicana amabilis Moore, RT, 1939[5] – Diese Unterart ist im nördlichen zentralen Mexiko verbreitet.
- Sialia mexicana nelsoni Phillips, AR, 1991[6] – Diese Subspezies kommt nur im Zentralmexiko vor.
- Sialia mexicana mexicana Swainson, 1832[7] – Die Nominatform ist im südlichen Zentralmexiko verbreitet.

## Etymologie und Forschungsgeschichte
William Swainson beschrieb den Blaukehl-Hüttensänger unter dem heutigen Namen Sialia Mexicana. Als Fundort des Typusexemplar gab er die Hochebene von Mexiko an. Es war auch Swainson der erstmals die neue Gattung Sialia für den Rotkehl-Hüttensänger (Sialia sialis (Linnaeus, 1758)) (Syn: Sialia azurea) einführte. Dieser Name geht auf einen nicht identifizierten Vogel zurück, dessen Ruf Athenaios und Hesychios als »sialis σιαλις« beschrieben. Das Artepitheton »mexicana« steht für Mexiko. »Nelsoni« wurde zu Ehren des Zoologen Edward William Nelson, »jacoti«  zu Ehren des Sammlers Edward C. Jacot, vergeben. »Bairdi« ist eine Widmung für Spencer Fullerton Baird. »Amabilis, amare« ist das lateinische Wort für »liebenswert, lieben«. »Occidentalis, occidens, occidentis« ist ebenfalls lateinischen Ursprungs und bedeutet »westlich, Westen«.